# Los Gildos
I Los Gildos sono stati un gruppo musicale torinese, noti per aver realizzato i celebri jingle pubblicitari del Carosello della Talmone Miguel son mi e della Ferrero Gigante, pensaci tu.

## Storia del gruppo
Il complesso nasce a Torino all'inizio degli anni sessanta, formato da Ermenegildo (detto Gildo) Nadalin (da cui il nome del complesso), nato a Torino il 12 luglio 1934 e cresciuto alla Crocetta, con esperienze musicali nel decennio precedente, Gino Zanino (nato a Torino il 19 maggio 1924), Aldo Lossa e Sandro.
Il gruppo incide vari 45 giri per le etichette Prince ed Excelsius finché, grazie a Romano Bertola, passano alla Fonit Cetra.
Nel 1967 incidono la canzone Miguel son mi, scritta dallo stesso Bertola per il Carosello dell'azienda di dolci Talmone, con il personaggio del Merendero e il cartone animato disegnato da Paul Campani (in seguito sostituito da Anacleto Marosi).
La canzone ottiene molto successo e lo spot viene replicato per molti anni; il gruppo ne inciderà una nuova versione nel 1974 e una terza nel 1976.
Sempre con la collaborazione di Bertola realizzano anche lo spot della Ferrero, con il ritornello Gigante, pensaci tu e i personaggi di Jo Condor e del Gigante buono.
Realizzano altri jingle pubblicitari, continuando ad incidere vari dischi, fino al ritiro dall'attività negli anni ottanta.
Gildo Nadalin muore il 23 luglio 2009, e viene ricordato in una serata al Teatro Alfa di Torino con la partecipazione di alcuni amici musicisti, tra cui Mario Piovano; è sepolto al Cimitero monumentale di Torino.
Il 19 febbraio 2011 muore Gino Zanino, in una casa di riposo a Robilante; lui è sepolto al Cimitero Parco di Torino.

## Discografia parziale

### 33 giri
- 1969: Canzoni sudamericane (Prince, LPB 20008; pubblicato come "Gildo y los dos Paraguaios")

### 45 giri
- 1967: Miguel son mi!/Ciao Miguel (Esse Records, ESN 1508)
- 1970: Eternamente/La voce del cuore (Prince, NP 1006)
- 22 maggio 1974: Miguel son mi!/Ciao Miguel (Fonit Cetra, SPD 668; con il Piccolo Coro del Maffei)
- 1976: Miguel son mi!/Il ritorno di Miguel (Signal, S 672)